# Aldo Gordini
 Aldo Gordini  (20 de maig de 1921, Bolonya, Itàlia - 28 de gener de 1995, París, França) fou un pilot de curses automobilístiques Francès que va arribar a disputar curses de Fórmula 1. Aldo era el fill de Amedee Gordini, fundador de l'empresa constructora de cotxes Gordini, que també va arribar a competir a la F1.

## Carrera esportiva
Va debutar a la segona temporada del campionat del món de la Fórmula 1, l'any 1951, disputant l'1 de juliol de 1951 el GP de França, que era la quarta prova de la temporada.
Aldo Gordini va participar en aquesta única ocasió a una cursa puntuable pel campionat de la F1, encara que va competir en nombroses proves automobilístiques fora de la F1, entre les quals cal destacar les 24 hores de Le Mans.

## Resultats a la Fórmula 1
| Any  | Equip          | Xassís        | Motor   | 1   | 2   | 3   | 4       | 5   | 6   | 7   | 8   | Posició | Punts |
| ---- | -------------- | ------------- | ------- | --- | --- | --- | ------- | --- | --- | --- | --- | ------- | ----- |
| 1951 | Equipe Gordini | Simca-Gordini | Gordini | SUI | 500 | BEL | FRA Ret | GBR | ALE | ITA | ESP | -       | 0     |

### Resum
| Curses: | Victòries: | Pòdiums: | Poles: | Voltes ràpides: | Punts: |
| ------- | ---------- | -------- | ------ | --------------- | ------ |
| 1       | 0          | 0        | 0      | 0               | 0      |